# Аден Мохамад, Хава
Хава Аден Мохамед (Xawa Aden Maxamed; 1949, Сомали) — сомалийский социальный работник и общественный деятель. Основатель и директор образовательного Центра за мир и развитие в Галькайо, Сомали. Лауреат премии Нансена (2012).
В 80-х годах XX столетия занималась женскими вопросами в Министерстве образования. Во время гражданской войны в Сомали эмигрировала в Канаду. В 1995 году возвратилась на родину, где в 1999 году основала Центр мира и развития в городе Галькайо, который занимается образовательной и просветительской деятельностью среди женщин провинции Мудуг автономного района Пунтленд.
Организация предлагает программы для ликвидации безграмотности среди женщин и обеспечивает начальное образование для девочек младшего возраста и второе образование для сомалийской молодёжи. Её деятельность привела к ликвидации безграмотности среди 40 % девочек провинции. Хава Аден Мохамад работает среди беженцев в 20 лагерях в провинции Мудуг. Кроме этого основанный ею Центр мира и развития занимается профессиональной обучением плотников и сварщиков и информационной деятельностью по вопросам защиты прав женщин. В частности, выступает против сексуального насилия и женского обрезания, которому подвергаются 98 % женского населения страны.
Хава Аден Мохамед основала в Галькайо единственную библиотеку и организовала 12 школ для девочек и одну для мальчиков.
С момента своего основания Центр мира и развития помог свыше 215 тысячам человек.
Награды
- Звание «Женщина года» Женского комитета Онтарио (Ontario Women’s Directorate), Канада (1994)
- Премия «Голос мужества» Женской комиссии по делам женщин и детей-беженцев (2001)
- Звание «Выдающиеся 10 женщин мира» (2004)
- Премия Аль-Умму-Мадрасаа (2005)
- Премия имени Джинетты Саган американского отделения организации «Amnesty International»
- Премия Нансена Управления Верховного комиссара ООН по делам беженцев в «знак признания исключительной, неустанной и впечатляющей работы на благо сомалийских женщин и девочек-беженок, также лиц, ищущих убежище, в невероятно сложных условиях» (2012)[3]